# Mammut (genre)
Pour les articles homonymes, voir Mammut.
Genre
Mammut est un genre fossile de proboscidiens ayant vécu du Miocène au Pléistocène, qui s'est éteint lors de l'extinction du Quaternaire.

## Classification
Ce genre appartient à la famille des Mammutidae, parfois appelés mastodontes en langage vernaculaire, et ne doit pas être confondu avec les vrais mammouths (Mammuthus), qui appartiennent à la famille des Elephantidae.

## Liste des espèces
- Mammut americanum
- Mammut cosoensis
- Mammut furlongi
- Mammut matthewi
- Mammut pacificus[1]
- Mammut pentilicus (reconnu par TPDB qui ne connait pas sa validité)
- Mammut raki
- Mammut spenceri (nommé Mastodon spenceri par TPDB)

Selon Paleobiology Database :
- Mammut americanum (syn. Mammut progenium, Mastodon giganteus, Pliomastodon adamsi, Tapirus mastodontoides, Mammut ohioticum)
- Mammut cosoensis
- Mammut furlongi
- Mammut matthewi (syn. Mammut nevadanus, Pliomastodon sellardsi, Pliomastodon vexillarius)
- Mammut raki